# Éclaron-Braucourt
Ancienne commune de la Haute-Marne, la commune de Éclaron-Braucourt a existé de 1972 à 1975. Elle a été créée en 1972 par la fusion des communes de Braucourt et d'Éclaron. En 1975 elle a fusionné avec la commune de Sainte-Livière (Marne) pour former la nouvelle commune de Éclaron-Braucourt-Sainte-Livière.

## Toponymie
Éclaron est attesté sous les formes In comitatu Pertensi, in villa que nuncupatur Sclarons (Xe siècle) ; Esclarrun (1225) ; Esclaron (1230) ; Esclarron (1273) ; Esclarrom (1326) ; Eclaron (1331) ; Escleron (1463) ; Esclairon (1576).

Éclaron, peut-être, de *es claron, « en clarté », désignerait une clairière naturelle ou un lieu essarté. L'étymologie de Éclaron et Éclaires pourrait bien être commune et s'expliquer par la désignation de cette plante aromatique appelée communément la « toute-bonne ».
Braucourt est attesté sous les formes Beraucort (1253) ; Beraudicurtis (1254) ; Braucourt (1339) ; Braulcourt (1576) ; Bremcourt (1700) ; Brocourt (1743).